# Red Ryder
Red Ryder fue una tira cómica de western creada por Stephen Slesinger y el artista Fred Harman, y que sirvió como base para una amplia gama de merchandising de personajes. Distribuida por Newspaper Enterprise Association, la tira se publicó entre el domingo 6 de noviembre de 1938 y 1965.
Dibujada con un estilo realista, esta serie de aventuras se centra en el vaquero pelirrojo Red Ryder que, con la ayuda del huérfano indio Little Beaver (Castorcito en Hispanoamérica) y del sheriff Newt, recorre el Salvaje Oeste para luchar contra diversos bandidos. Harman ya había producido una tira cómica del oeste de 1934 a 1938 con un joven vaquero pelirrojo llamado Bronc Peeler.

## Historia de publicación

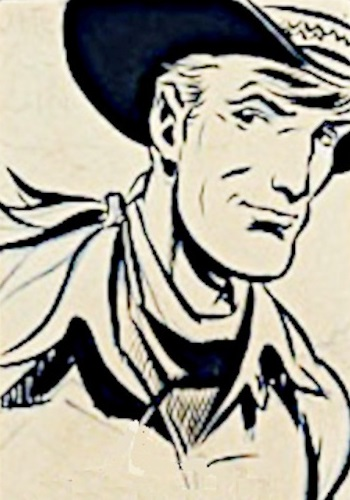
Red Ryder

En 1938, el dibujante Fred Harman conoció al editor, escritor y distribuidor de cómics Stephen Slesinger. Para ese momento, Slesinger había escrito ya el guion de una nueva tira cómica llamada Red Ryder y buscaba un destacado artista de western con conocimiento de los detalles auténticos del período y que tuviera un don natural para dibujar escenas desde perspectivas dramáticas. Harman encajaba en la descripción y era un vaquero genuino que podía servir como el portavoz ideal de la franquicia de personajes de Red Ryder.
Harman había creado en 1933 el héroe western Bronc Peeler, que se imprimía como tira cómica de media página en varios periódicos estadounidenses. Slesinger le convenció para que introdujera algunos cambios en el concepto de la serie de cómics y cambiara el nombre del héroe del título por el de Red Ryder. Slesinger consiguió vender el personaje a la Newspaper Enterprise Association (NEA), lo que ayudó a que Red Ryder alcanzara un gran éxito a nivel nacional. A partir de 1940, Red Ryder también fue publicada por Hawley Publications Inc. de Stephen Slesinger como revista de cómics independiente. Con diferentes editores, la serie llegó a tener 151 números en 1957. Para hacer frente a la gran cantidad de publicaciones, Harman recurrió a la ayuda de numerosos escritores fantasma y artistas por encargo.
Slesinger llevó a Harman a Nueva York y trabajó con él durante un año antes de que Red Ryder estuviera listo para su lanzamiento a través de un despliegue cuidadosamente planificado que iba de páginas de historietas hasta películas y programas de radio, concursos, vínculos comerciales y apariciones personales de Fred Harman en actos benéficos, escuelas y eventos de enriquecimiento cívico y juvenil de Red Ryder.
Slesinger fue pionero en crear el concepto de sinergia entre radio, películas, Big Little Books, novelas, capítulos de series, programas de radio, eventos, rodeos, powwows, vínculos comerciales y productos licenciados, como la pistola de aire comprimido Red Ryder Daisy, para construir equidad de marca y crear impresiones duraderas y consistentes. Para cuando lanzó Red Ryder, ya había demostrado el valor de su fórmula para crear franquicias de personajes perennes con personajes tales como Tarzán, Winnie the Pooh y muchos otros personajes de la edad de oro de las tiras cómicas en los periódicos.
Red Ryder se convirtió en el personaje de historieta más antiguo y popular del género western en películas, radio, tiras cómicas, libros de historietas, venta minorista masiva y del mercado de coleccionistas. En la actualidad, Red Ryder mantiene algunas de las relaciones comerciales más largas en la historia de la industria de las licencias.

## Toppers
Red Ryder tuvo dos topper strips (tiras secundarias que aparecían en el cabezote de la página principal) en las página del domingo: Little Beaver (6 de noviembre de 1938 - 25 de agosto de 1946) y Red Ryder's Corral of Western Lingo (8 de septiembre de 1946 - 10 de octubre de 1948).

## Personajes e historia

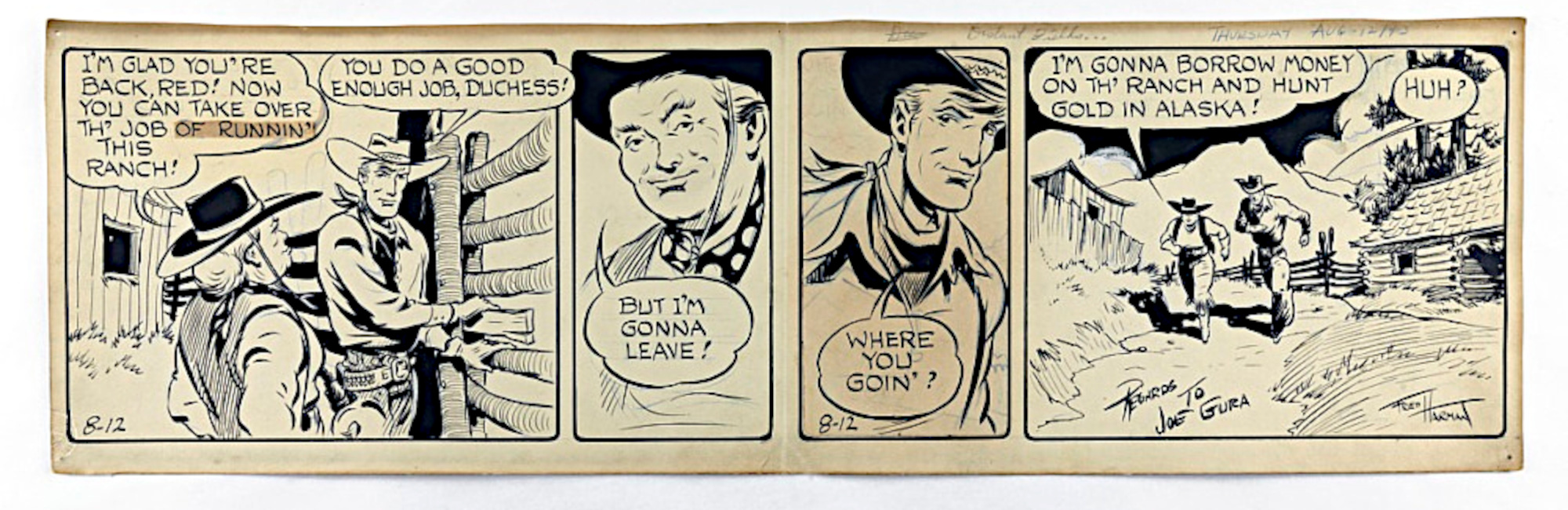
Tira cómica del Red Ryder

A lomos de su poderoso corcel Thunder (Trueno), Red era un rudo vaquero que vivía en el rancho Painted Valley durante la década de 1890 en la cuenca Blanco de la Cordillera de San Juan, junto con su tía, la Duquesa, y su juvenil compañero nativo-americano, Little Beaver (Pequeño Castor), que montaba su caballo, Papoose, cuando salían a enfrentarse a los malhechores. Little Beaver hablaba en un inglés pidgin que se considera actualmente una caricatura ofensiva. (Su frase más famosa era "¡Betchum, Red Ryder!" ) Otros personajes notables eran la novia de Red, Beth Wilder, su archienemigo Ace Hanlon y el peón de rancho Buckskin Blodgett.
Harman fue eventualmente aclamado como uno de los mejores dibujantes de pluma y tinta del western, conocido por su dramático sentido de la perspectiva y de acción auténtica. Dibujantes y escritores colaboradores trabajaban en el estudio de Stephen Slesinger, Inc en Nueva York y contribuyeron a Red Ryder a lo largo de los años, entre ellos Jim Gary, Edmund Good, John Wade ("Johnnie") Hampton, Robert MacLeod y Bill Lignanti, Gaylord Du Bois (escribió guiones, alrededor de 1939-1940) y Stephen Slesinger, quien dibujaba guiones gráficos detallados y escribía y aprobaba todas las historias hasta su muerte en 1953, cuando Shirley Slesinger ocupó el lugar de su esposo, trabajando en estrecha colaboración con Bill Lignanti y Jay Rowland. Charlie Dye, Johnnie Hampton, Joe Beeler y George Phippen fueron cofundadores de la Cowboy Artists of America (Artistas de Vaqueros de los EEUU), de la que Harman también fue miembro fundador. Cuando Harman dejó Red Ryder en 1963 para concentrarse en sus pinturas, MacLeod continuó escribiendo la continuidad de la historia de la tira, con dibujantes del personal de Red Ryder Entp., Inc.
Gaylord Du Bois, un prolífico escritor de cómics asociado con Slesinger, escribió Red Ryder y Little Beaver durante un breve período en 1938 y nuevamente a principios de la década de 1940.

## Libros de historietas
El primer comic book de Red Ryder fue publicado por Hawley Publications, Inc. (de propiedad de Slesinger) en septiembre de 1940, seguido de los cómics de Hi-Spot en un número.
Dell Comics lanzó su revista Red Ryder en agosto de 1941, cambiando el título a Red Ryder Ranch Magazine con el n.° 145 y luego a Red Ryder Ranch Comics con el n.° 149. Red Ryder Comics consistía en reimpresiones de la tira de periódico hasta el número 47 (junio de 1947), cuando se empezó a producir material original. En total, Red Ryder Comics disfrutó de una primera edición, con un total de 151 números, que finalizó en 1957, una de las publicaciones continuas más largas en los quioscos de los EE. UU., para cualquier cómic de western. Durante las siguientes cuatro décadas, bajo licencia de Red Ryder, Enterprises, Inc., la King Features Syndicate distribuyó reimpresiones de cómics traducidas a once idiomas, mientras que traducciones no autorizadas se han impreso en 30 idiomas. Con todo, de lejos, la mayor circulación de Red Ryder Comics son los producidos en español y distribuidos en todo el mundo de habla hispana. De 1954 a 1984 bajo un acuerdo de licencia exclusivo con Red Ryder Enterprises, Inc. la Editorial Novaro tradujo y distribuyó 474 ediciones regulares más extras y especiales en 21 países y territorios.

## En otros medios

### Radio
La serie de radio Red Ryder comenzó el 3 de febrero de 1942 en la Blue Network, transmitida tres veces a la semana a las 7:30 p. m., hora del Pacífico. Cuando Blue también adquirió El llanero solitario de manos de la Mutual Broadcasting System, Mutual decidió competir transmitiendo Red Ryder en el mismo período de tiempo. Por lo tanto, Red Ryder se emitió en la costa este de los EE. UU. ese año entre el 20 de mayo y el 9 de septiembre en Mutual. La serie superó a The Lone Ranger en índices de audiencia de Hooper, pero el éxito duró poco. Red Ryder se vendió a un patrocinador regional, Langendorf Bread, y tras cuatro meses ya no se escuchaba en el este del país norteamericano.
Mutual y Langendorf continuaron la serie en la costa oeste en la Don Lee Network durante la década de 1940, los martes, jueves y sábados a las 7:30 p. m., siempre con el familiar tema de órgano, "The Dying Cowboy" ("Bury Me Not on the Lone Prairie"). Entre los locutores del programa estuvieron Ben Alexander y Art Gilmore.
Los personajes continuos de la tira cómica también aparecieron en la serie de radio, producida por Brad Brown con el guionista y director Paul Franklin y el guionista Albert Van Antwerp. Reed Hadley interpretó a Red Ryder en la radio entre 1942 y 1944, seguido por Carlton KaDell (1945) y Brooke Temple (1946-1951). Arthur Q. Bryan interpretó el papel de Roland "Rawhide" Rolinson, y Horace Murphy interpretó al compañero de Red, Buckskin. Jim Mather hizo voces de indios.
Numerosos actores interpretaron a Little Beaver, entre ellos miembros de las naciones Hopi, Jicarilla Apache, Ute del sur y Navajo. Entre los más notables se contaron Robert Blake (apareciendo en los créditos como Bobby Blake), Tommy Cook (1942 en adelante), Frank Bresee (1942–46, alternando con Cook), Henry Blair (1944–47), Johnny McGovern (1947–50) y Sammy Ogg (1950-1951). Durante el mismo período de tiempo de mediados de la década de 1940, Henry Blair también interpretó a Ricky Nelson en Las aventuras de Ozzie y Harriet.
Anunciado como "el famoso vaquero luchador de Estados Unidos", Red Ryder destacaba por no matar a sus enemigos, sino apuntar a sus armas para desarmarlos. Tales efectos de sonido eran manejados por James Dick, Monty Fraser y Bob Turnbull.

### Cine y televisión
Red Ryder apareció en un serial de 12 capítulos de 1940, a los que siguió una serie de 27 películas (las últimas cuatro en color). Empezó en 1940 con el serial cinematográfico de 12 capítulos hecho por Republic Pictures y titulado The adventures of Red Ryder, en el que Red Ryder fue interpretado por Don "Red" Barry, quien ganó su apodo "Red" por el papel, y con Tommy Cook como el joven compañero indio de Red Ryder, Little Beaver (Pequeño Castor). Posteriormente, Wild Bill Elliott y Allan "Rocky" Lane interpretaron a Red Ryder en varias películas, ambos trabajando con Robert Blake en el rol de Little Beaver. Las últimas cuatro películas de Red Ryder fueron protagonizadas por Jim Bannon en el papel estelar y Don Kay ("Little Brown Jug") Reynolds como Little Beaver. Tanto Bannon como Lane filmaron pilotos para una serie de televisión del Red Ryder, creada por Stephen Slesinger, pero ninguna de las versiones convenció a los productores. Ambos pilotos existen aún y aparecen en varias colecciones de DVD de westerns. Un episodio de Gunsmoke titulado "I Call Him Wonder" se produjo en 1963 como piloto de puerta trasera para una nueva serie de televisión de Red Ryder y Little Beaver.

#### Republic Pictures
- The Adventures of Red Ryder (1940) (cine serial)
- Tucson Raiders (1944)
- Marshal of Reno (1944)
- The San Antonio Kid (1944)
- Cheyenne Wildcat (1944)
- Vigilantes of Dodge City (1944)
- Sheriff of Las Vegas (1944)
- Great Stagecoach Robbery (1945)
- Lone Texas Ranger (1945)
- Phantom of the Plains (1945)
- Marshal of Laredo (1945)
- Colorado Pioneers (1945)
- Wagon Wheels Westward (1945)
- California Gold Rush (1946)
- Sheriff of Redwood Valley (1946)
- Sun Valley Cyclone (1946)
- Conquest of Cheyenne (1946)
- Santa Fe Uprising (1946)
- Stagecoach to Denver (1946)
- Vigilantes of Boomtown (1947)
- Homesteaders of Paradise Valley (1947)
- Oregon Trail Scouts (1947)
- Rustlers of Devil's Canyon (1947)
- Marshal of Cripple Creek (1947)

#### Eagle-Lion Films
- Ride, Ryder, Ride! (1949)
- Roll, Thunder, Roll! (1949)
- The Fighting Redhead (1950)
- The Cowboy and the Prizefighter (1950)

#### Telecomics Films
La compañía Telecomics Presents, de Stephen Slesinger, produjo tres pilotos de televisión entre 1949 y 1952.
Los pilotos se filmaron en los ranchos The Little Beaver y Red Ryder, en la cuenca del Blanco de Colorado, cerca de Pagosa Springs. El rancho Little Beaver fue construido por Slesinger con la intención de que se pareciera a una ciudad del oeste. Los invitados se alojaban en cabañas con fachadas tales como The Court House (El Juzgado), Saloon (Cantina) y Jail (Cárcel).
Para filmar una estampida ganadera en una vista en corte, Slesinger le pagó a rancheros locales cincuenta centavos por cada libra que perdieran sus animales como resultado de correr en la estampida.
En los veranos, el rancho Red Ryder de Fred Harman y el rancho Little Beaver de Stephen Slesinger albergaban a niños y otros jóvenes de casas settlement. En julio de 2020, The Red  Ryder Cowboy Honor Club celebró el 80.º aniversario de tales programas juveniles al aire libre. 2020 fue también el año del 70.° aniversario del rodeo de Red Ryder y la celebración del 4 de julio en Pagosa Springs.

#### Episodio deGunsmoke
El episodio de la serie de televisión Gunsmoke de 1963, "I Call Him Wonder" fue una prueba autorizada para una nueva serie de televisión de Red Ryder que no fue aceptada. Aparece Little Beaver con el nombre de Wonder, y está adaptado de la historia original de cómo se conocieron Red Ryder y Little Beaver. Red Ryder Enterprises, Inc., conserva los derechos de autor y de marca registrada de los personajes, nombres, arte e historias del Red Ryder.

## Productos

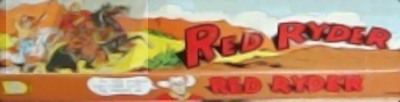
Caja de la carabina Red Ryder

La sinergia de marketing de Slesinger para los productos de Red Ryder y Little Beaver fue pionera: juguetes, chucherías, regalos, accesorios; artículos deportivos, y ropa resistente para el trabajo y el juego en exteriores, se vendieron por todo el país y los principales fabricantes de América del Norte los exportaban a Europa, América Latina y hasta Egipto, India y Japón.
En las tiendas J. C. Penney de todo el país, Slesinger creó "puestos de avanzada de calidad y valor estadounidenses confiables" del Red Ryder. Estas tiendas dentro de las tiendas se llamaban "Red Ryder Corrals". Además de concursos educativos y deportivos, eventos especiales y apariciones personales, suministraban ropa resistente de la marca Red Ryder para hombres y niños. Además de los productos para exteriores de Red Ryder y Little Beaver, las licencias incluían útiles escolares, canastas de almuerzo y otros artículos deportivos y de herramientas de personajes de Red Ryder .
Los puestos de avanzada también incluían la legendaria carabina Daisy Red Ryder, que se convirtió en un regalo tradicional de Navidad de padre a hijo, como se conmemora en la película de Jean Shepherd de 1983 A Christmas Story. La historia gira en torno a los recuerdos de infancia del autor y a un niño intentando conseguir una "pistola de aire comprimido de acción de carabina de 200 disparos Red Ryder Modelo Aire con una brújula en la culata y una cosa que dice la hora" de Navidad. La película fue adaptada de la ficción autobiográfica de Jean Shepherd, con permiso de Red Ryder Enterprises, Inc., propietaria de las marcas registradas y los derechos de autor de Red Ryder.

## Parodia
Buckaroo Bugs (1944) presenta a Bugs Bunny en el Salvaje Oeste con "Red Hot Ryder" como su némesis.